# Timurbugha
Timurbugha Al-Dhahiri (... – Damietta, 1475) fu il diciassettesimo sultano mamelucco d'Egitto della dinastia burjī.
Regnò per breve tempo dalla fine del 1467 all'inizio del 1468 quando fu deposto. Usò il titolo di al-Malik al-Zāhir.

## Biografia
Timurbugha era di origine albanese. Fu acquistato come schiavo da Sayf ad-Din Jaqmaq. Quando quest'ultimo divenne sultano, Timurbugha era al suo fianco. Nel 1442 divenne comandante e successivamente segretario del sultano. Ricoprì diverse posizioni fino alla morte del sultano. Sayf ad-Din Bilbay governò per breve tempo alla fine del 1467, prima che Timurbugha diventasse il nuovo sultano il 5 dicembre 1467. Timurbugha era ben istruito ed eccelleva in diritto, storia, letteratura e poesia. Durante il suo regno, furono rilasciati prigionieri politici da Alessandria, incluso Al-Mu'ayyad Shihab al-Din Ahmad.
Tuttavia, il suo regno durò meno di due mesi, poiché fu detronizzato con un colpo di stato di palazzo il 31 gennaio 1468 guidato da Khairbek. Qaitbay, il futuro sultano, riuscì a sconfiggere i ribelli guidati e a liberare Timurbugha che in seguito si ritirò a Damietta fino alla sua morte nel 1475.